# Landkreis Dachau
Der Landkreis Dachau liegt nordwestlich von München im Regierungsbezirk Oberbayern. Kreisstadt ist Dachau. Kreisstadt und Landkreis gehören zur Metropolregion München.

## Geographie

### Lage und Landschaft

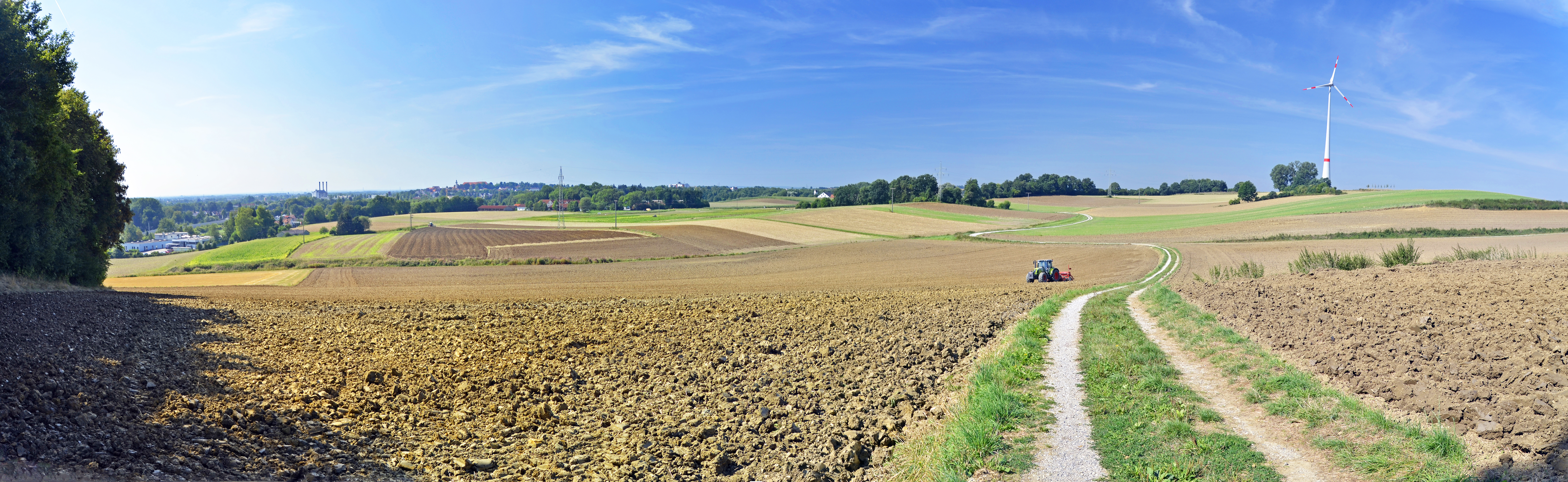
Dachauer Hügellandschaft nordöstlich Dachau mit Windrad

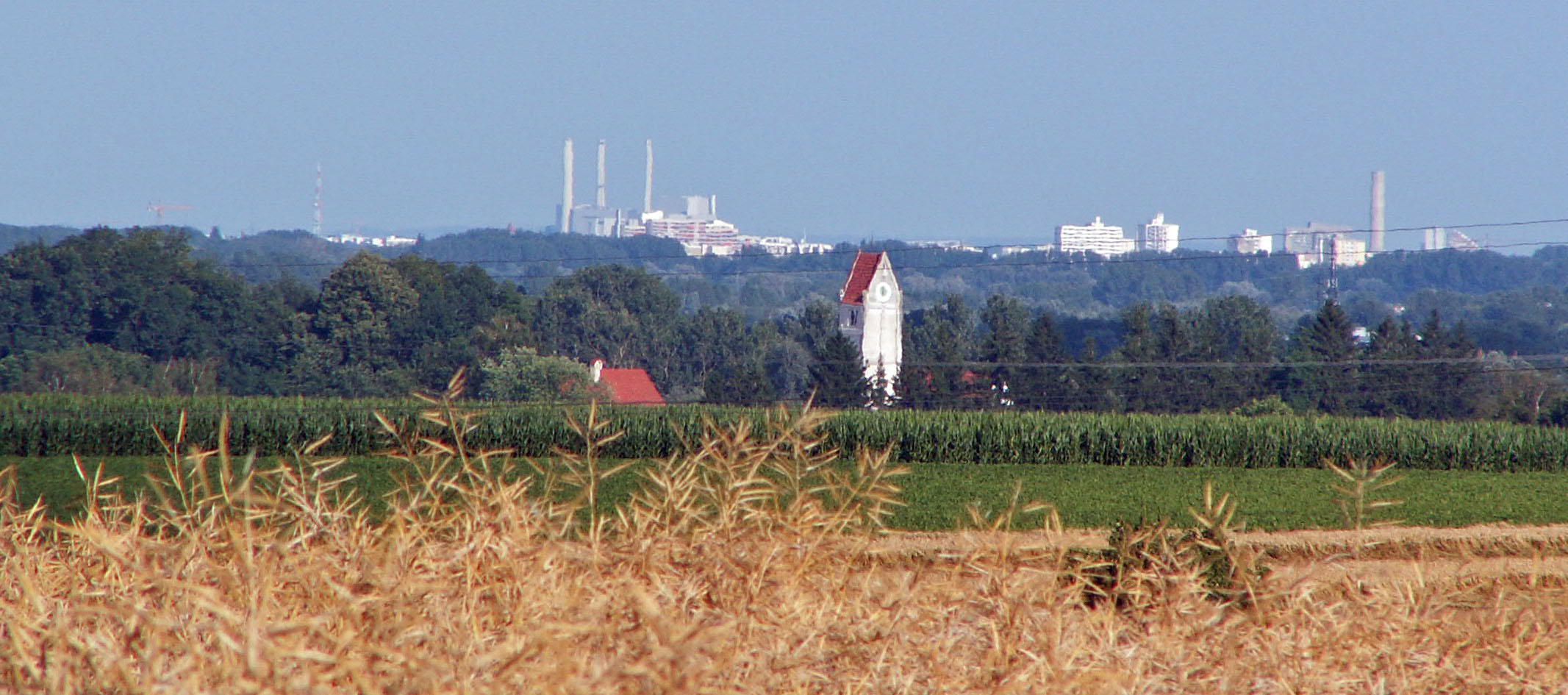
Blick von der Gündinger Höhe bei Bergkirchen auf Udlding und München

Hügellandschaft bei Haag (Altomünster)

Der Landkreis Dachau liegt mit seinen Anbindungen per Straße oder Bahn verkehrstechnisch gut erschlossen und nahe an der Landeshauptstadt München.
Nördlich der Kreisstadt Dachau ist die Landschaft flachwellig hügelig und wird intensiv landwirtschaftlich genutzt. Das zentral gelegene Markt Indersdorf ist nach Dachau das wichtigste Zentrum des Landkreises.
Im Kreisgebiet befinden sich im Süden noch Reste einiger Moore, wie das Dachauer Moos oder das Naturschutzgebiet „Schwarzhölzl“. Anfang des 19. Jahrhunderts begann nach der Entwässerung der letzten Moore ein systematisch betriebener Torfabbau. Ursprünglich dehnte sich diese Moor-Landschaft von Fürstenfeldbruck bis Freising aus. Noch heute ist das Moorgebiet bekannt für länger anhaltende Bodennebel.
Umgangssprachlich spricht man auch vom Dachauer Land.

### Flüsse
Die wichtigsten Flussläufe sind die Amper, die Glonn und die Ilm.
Die Amper bildet auf weite Strecken die natürliche Grenze zwischen dem Moorgebiet im Süden und dem nördlich daran anschließenden Hügelland, das die Landschaft im restlichen Kreisgebiet prägt. Dieser Fluss erreicht, vom Ammersee kommend, südwestlich von Dachau das Kreisgebiet und durchfließt dann in nordöstlicher Richtung den äußersten Südosten des Kreises. Östlich von Dachau, kurz vor Hebertshausen, mündet die Würm in die Amper. Sie entwässert den Starnberger See. Die Müller der Würmmühle in Dachau sind seit dem 10. Jahrhundert für den Übergang über die Würm-Amper-Aue, im Mündungsgebiet der Würm in die Amper, verantwortlich. Westlich von Dachau, in Mitterndorf, fließt der Amper die Maisach zu.
Die Mitte des Kreises durchfließt in west-östlicher Richtung die Glonn. Dieser kleine Fluss mündet im Landkreis Freising in die Amper, die weiter nordöstlich in Moosburg in die Isar mündet. Die Glonn entwässert rund 2/3 des Kreisgebietes.
Der Norden des Landkreises wird im Groben durch die Ilm geprägt, die einerseits in Tandern, anderseits am Altowald bei Altomünster entspringt und hinter Pipinsried zusammenfließt. Sie speist nach 75 Kilometern den Donau-Zufluss Abens.
Alle Flüsse entwässern in die Donau.

### Topografie
Der Landkreis Dachau ist durch eine flachwellige Hügellandschaft des Donau-Isar-Hügellandes gekennzeichnet, die im Süden ab Dachau in die Münchener Schotterebene ausläuft. Die Flussläufe bilden Senken mit Mooren, die überwiegend in west-östlicher Richtung den Landkreis durchziehen. Sie sind Überreste von nacheiszeitlichen Seen. Die eingeschnittenen Verläufe von Amper, Glonn und Ilm werden von Hügellandschaften abgegrenzt.
Topografisch gesehen liegen die höheren Erhebungen zwischen 535 und 520 m ü. NHN im Norden und Nordwesten des Landkreises, die höchste mit 557 m ü. NHN im Biberecker Holz unweit Kreuzholzhausen bzw. Deutenhausen. Bei Schmarnzell liegt mit 551 m ü. NHN der zweithöchste Punkt. Die höchstgelegene Ortschaft ist Hohenzell (537 m ü. NHN) bei Altomünster. Die tiefsten Landschaftspunkte liegen entlang der Abflüsse der Amper und der Glonn im Südosten bzw. Osten in den Landkreis Freising bei ca. 450 m ü. NHN.

### Flächennutzung

#### Landwirtschaft
Der Landkreis Dachau wird intensiv landwirtschaftlich, überwiegend als Ackerland, genutzt. Dreiviertel der Fläche, knapp 74 %, werden landwirtschaftlich genutzt. Längs von Amper und Glonn sowie auf den zum Teil kultivierten Moorböden des Dachauer Mooses finden sich auch Wiesen und Weiden.

#### Wald
Durch Rodung wurden der Wald auf Kuppen, Steilhänge und Schotterböden zurückgedrängt. Lediglich 15,7 % des Kreisgebietes sind bewaldet. Den größten Waldanteil haben die Gemeinden Odelzhausen (25,7 %), Erdweg (23,2 %), Hilgertshausen-Tandern (21,8 %) und Sulzemoos (20,8 %). Waldärmste Gemeinden sind Karlsfeld mit 3,3 % Waldanteil und die Stadt Dachau mit 6,1 %.

#### Andere Flächen
Rund 1 % sind Wasserflächen und ca. 8 % sind bebaute Wohn- und Verkehrsflächen. Die restlichen Flächen (Wirtschafts- und sonstige Infrastruktureinrichtungen) machen etwa 1,3 % aus.

### Natur

#### Naturräume

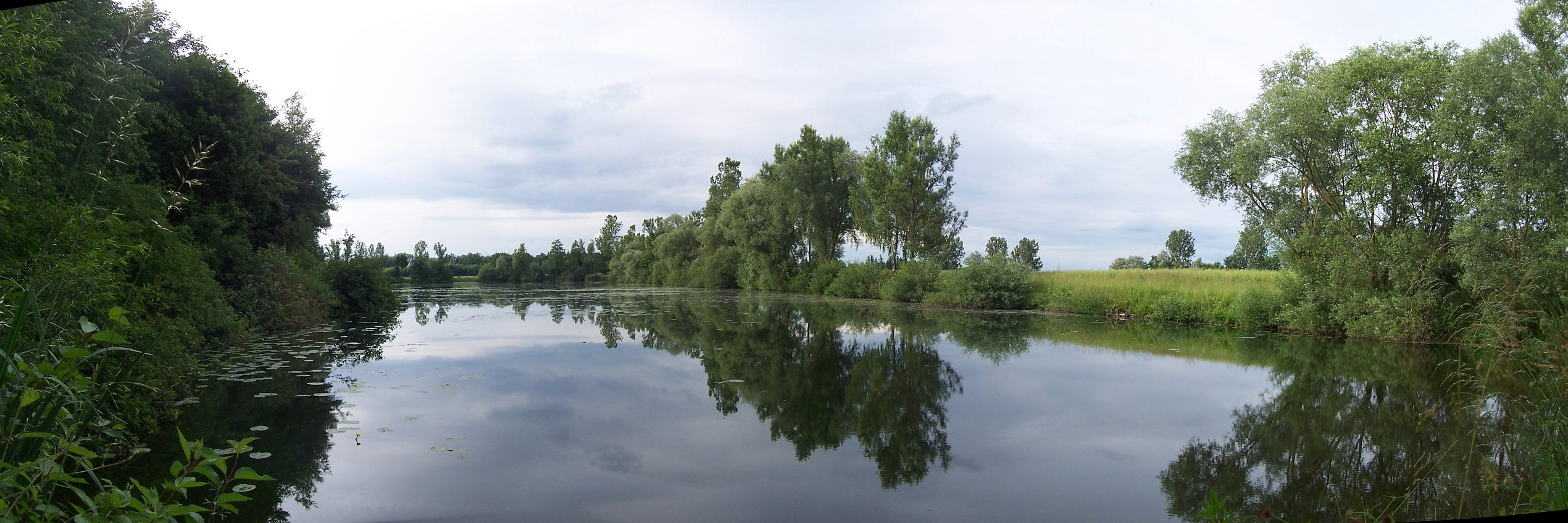
Kleiner See im Hebertshauser Moos nordöstlich von Dachau

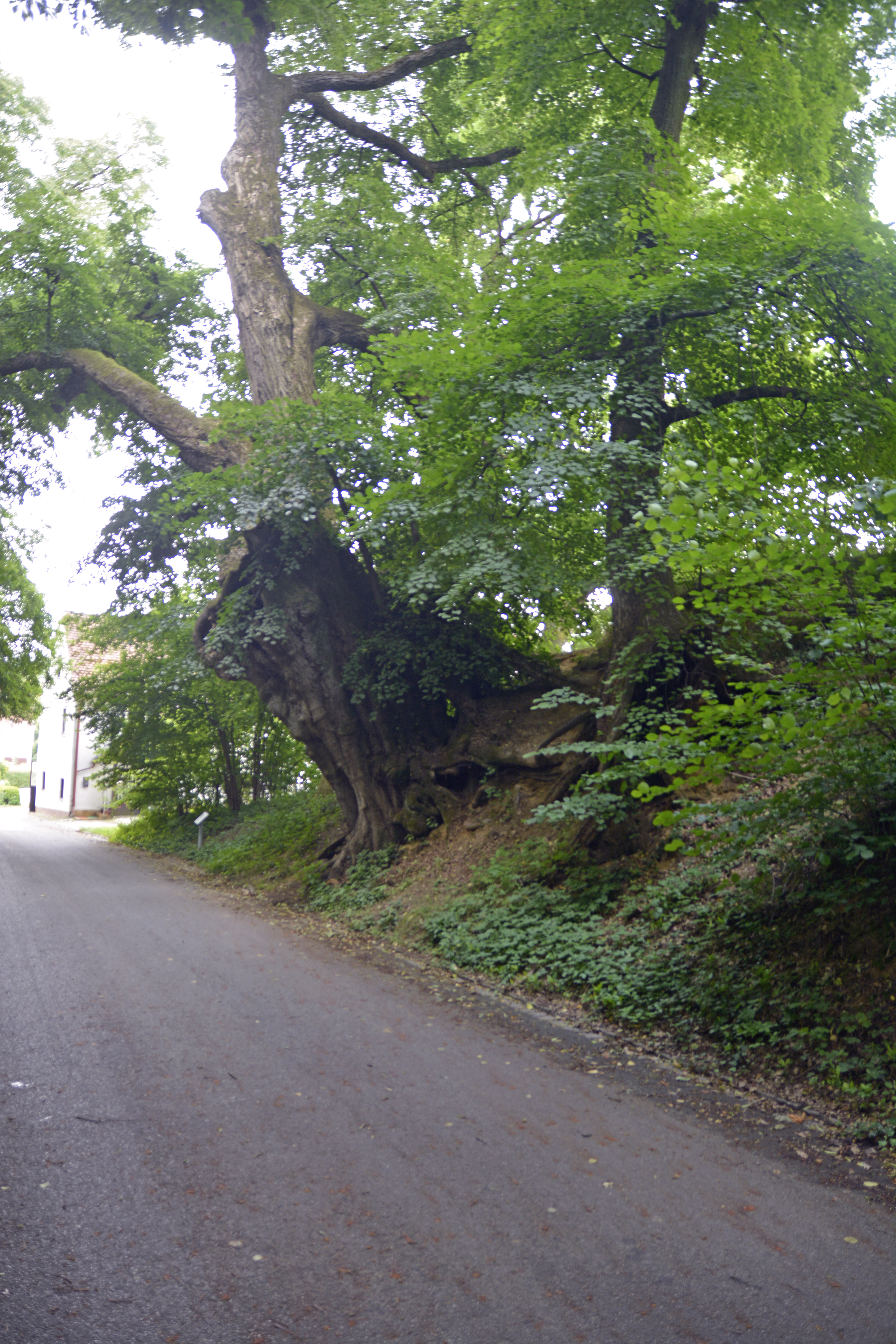
Hohle Linde in Obermarbach

Im Landkreis gibt es zwei Naturschutzgebiete, vier Landschaftsschutzgebiete, drei FFH-Gebiete und mindestens ein ausgewiesenes Geotop (Stand April 2016).
Im Landkreis Dachau sind seit 2001 folgende Gebiete als Fauna-, Flora-, Habitat (FFH-) und Vogelschutzgebiete ausgewiesen;
- Naturschutzgebiet „Weichser Moos“ (Fläche 55 ha)
- Ampertal (Fläche incl. Landkreise Fürstenfeldbruck und Freising 1818 ha)
- Gräben und Niedermoorreste im Dachauer Moos (Fläche incl. Stadt München und Landkreis München 304 ha).[4]

Als Landschaftsschutzgebiete sind ausgewiesen:
- Glonntal mit 1.833 ha Fläche
- Palsweiser Moos mit ca. 312 ha Fläche
- Amperauen mit Hebertshauser Moos und Inhauser Moos mit 1.820 ha Fläche
- Landschaftsteile bei Thalhausen mit 11 ha Fläche.[4]

Als Naturdenkmäler sind ca. 150 Bäume, Baumgruppen und Alleen unter Schutz gestellt. Schutzzweck ist die Erhaltung dieser Einzelschöpfungen der Natur im öffentlichen Interesse aufgrund ihrer hervorragenden Schönheit oder ihrer ökologischen bzw. heimatkundlichen Bedeutung. Die ältesten Bäume im Landkreis die mit dieser Verordnung geschützt werden, sind die Schlosseiche an der westlichen Ortseinfahrt Eisolzried (ca. 600 Jahre) und die zwei Linden (ca. 600 und 350 Jahre) am Eingang des aus Obermarbach hinaus führenden Hohlweges nördlich der Kirche.
Siehe auch:
- Liste der Naturschutzgebiete im Landkreis Dachau
- Liste der Landschaftsschutzgebiete im Landkreis Dachau
- Liste der FFH-Gebiete im Landkreis Dachau
- Liste der Geotope im Landkreis Dachau
- Liste der Naturdenkmäler im Landkreis Dachau.

#### Freizeit
Die Flussläufe an Amper, Glonn oder Ilm laden zu Radtouren ein. Der 7-Klöster-Weg verbindet auf drei Routen von insgesamt knapp 100 km sieben Klosteranlagen im Landkreis Dachau und dem Wittelsbacher Land westlich davon, für Radtouristen.
Im Glonntal liegt der historische Altbaierische Oxenweg, der, als einer von mehreren Ochsentriebwegen von Augsburg ins Dachauer Land und weiter bis Ungarn führte. Einige Orte liegen am sog. Dachauer Jakobsweg, den Dachau-Agil mit dem europäischen Jakobswegzeichen ausgeschildert hat.
Zahlreiche größere oder kleinere Badeseen, Schwimmbäder und ein Naturbad laden zum Schwimmen ein.

### Nachbarlandkreise

#### Grenzen
Der Landkreis grenzt im Uhrzeigersinn, im Norden beginnend, an die Landkreise Pfaffenhofen an der Ilm, Freising und München, an die kreisfreie Stadt München sowie an die Landkreise Fürstenfeldbruck und Aichach-Friedberg.

#### Grenzorte (loci maxima)
Weitenried ist der westlichste Ort des Landkreises, Karlsfeld der südlichste, Maisteig (Gemeinde Haimhausen) der östlichste und Eichenried (Gemeinde Hilgertshausen-Tandern) der nördlichste Ort.

### Klima
Das Klima in Dachau ist mild, sowie allgemein warm und gemäßigt. „Cfb“ lautet die Köppen-Geiger-Klassifikation. Die Temperatur liegt in Dachau im Jahresdurchschnitt bei 8,1 °C. Jährlich fallen etwa 886 mm Niederschlag.
Es gibt das ganze Jahr über deutliche Niederschläge in Dachau. Selbst der trockenste Monat Februar weist mit durchschnittlich 48 mm noch hohe Niederschlagsmengen auf. Im Vergleich zum niederschlagsreichsten Monat Juni, mit durchschnittlich 118 mm Niederschlagsmenge, liegt die Differenz bei 70 mm.
Die durchschnittlichen Temperaturen schwanken im Jahresverlauf um 19,1 °C zwischen dem wärmsten Monat Juli und dem kältesten Januar. Im Juli werden durchschnittliche Temperaturen von 17,5 °C erreicht. Im Januar liegt die durchschnittliche Temperatur bei -1,6 °C.
|                        | Jan  | Feb  | Mär  | Apr  | Mai  | Jun   | Jul   | Aug   | Sep  | Okt  | Nov  | Dez  |   |      |
| Mittl. Temperatur (°C) | −1,6 | −0,3 | 3,7  | 7,8  | 12,3 | 15,7  | 17,5  | 16,8  | 13,8 | 8,6  | 3,4  | −0,3 | ⌀ | 8,2  |
| Mittl. Tagesmax. (°C)  | 1,4  | 3,3  | 8,0  | 12,9 | 17,6 | 20,9  | 22,8  | 22,1  | 18,9 | 13,1 | 6,5  | 2,5  | ⌀ | 12,5 |
| Mittl. Tagesmin. (°C)  | −4,6 | −3,8 | −0,6 | 2,8  | 7,0  | 10,5  | 12,2  | 11,5  | 8,7  | 4,2  | 0,3  | −3,1 | ⌀ | 3,8  |
|                        |      |      |      |      |      |       |       |       |      |      |      |      |   |      |
| Niederschlag (mm)      | 51,0 | 48,0 | 52,0 | 66,0 | 95,0 | 118,0 | 111,0 | 105,0 | 72,0 | 54,0 | 58,0 | 56,0 | Σ | 886  |

| −4,6 |

| −3,8 |

| −0,6 |

| 2,8 |

| 7,0 |

| 10,5 |

| 12,2 |

| 11,5 |

| 8,7 |

| 4,2 |

| 0,3 |

| −3,1 |

| −4,6 |

| −3,8 |

| −0,6 |

| 2,8 |

| 7,0 |

| 10,5 |

| 12,2 |

| 11,5 |

| 8,7 |

| 4,2 |

| 0,3 |

| −3,1 |

## Geschichte
Das Kreisgebiet Dachaus gehört zu den altbayerischen Gebieten. Dachau war spätestens seit dem 13. Jahrhundert Sitz eines landesherrlichen Herrschaftsbezirks, der zwar auch mit adlichen und geistlichen Niedergerichtsbezirken durchsetzt war, jedoch einen relativ abgerundeten Bezirk rechts und links der Amper unter Einschluss von Fürstenfeldbruck, bis an die Stadtgrenze von München und östlich begrenzt vom Landgericht Kranzberg einnahm.

### Landgericht ab 1803
Bei der ersten Neuordnung der bayerischen Verwaltung im Zuge der Säkularisation vieler Klöster und des Hochstifts Freising blieb das Landgericht Dachau fast unverändert, ihm wurde lediglich die Aufsicht über die Hofmark Indersdorf (bisher Landgericht Kranzberg) zusätzlich zugewiesen, dagegen wechselte das Gebiet Neuhausen zum damals neugebildeten Landgericht München. Ab 1808 gehörte das Landgericht Dachau zum Isarkreis bzw. ab 1838 zum Kreis Oberbayern. 1823 wurden einige Gemeinden dem neu errichteten Landgericht Fürstenfeldbruck zugeteilt.

### Bezirksamt ab 1862
Das Bezirksamt Dachau folgte im Jahr 1862 dem flächengleichen Landgericht Dachau.

### Landkreis ab 1939
Am 1. Januar 1939 wurde wie überall im Deutschen Reich die Bezeichnung Landkreis eingeführt. So wurde aus dem Bezirksamt Dachau der Landkreis Dachau.

### Landkreis ab 1945
Zum Träger einer kommunalen Selbstverwaltung wurde der Landkreis Dachau nach dem Zweiten Weltkrieg.

### Landkreis ab 1972
Im Zuge der Gebietsreform in Bayern wurde der Landkreis am 1. Juli 1972 vergrößert. Neu zum Landkreis kamen
- die Gemeinden Altomünster, Hilgertshausen, Hohenzell, Kiemertshofen, Kleinberghofen, Oberzeitlbach, Randelsried, Stumpfenbach, Tandern, Thalhausen und Wollomoos aus dem aufgelösten Landkreis Aichach
- die Gemeinden Höfa, Pfaffenhofen an der Glonn, Sittenbach, Unterumbach und Weitenried aus dem aufgelösten Landkreis Friedberg sowie
- die Gemeinde Ebertshausen aus dem Landkreis Fürstenfeldbruck.

Der Landkreis Dachau gab seinerseits die Gemeinde Fahrenzhausen im Osten an den Landkreis Freising ab. Damit erreichte der Landkreis seine heutige Ausdehnung. Faktisch wurden im Osten Gebiete abgegeben und im Westen und Südwesten Gebiete einbezogen.
Am 1. Januar 1984 wurde noch die Ortschaft Weißling nach Petershausen eingemeindet und kam dadurch vom Landkreis Freising zum Landkreis Dachau.

### Bezirksamtmänner/-oberamtmänner bis 1938, Landräte ab 1939
- 1902–1919 Nikolaus Cottel
- 1919–1920 Christian Roth
- 1920 Vakant
- 1920–1927 Leonhard Decker
- 1927–1934 Karl Nachtigall
- 1934 – Mai 1945 Emil Böhmer

### Bevölkerungsstatistik

#### Gesamtentwicklung
Der Landkreis Dachau gewann von 1988 bis 2018 über 47.000 Einwohner hinzu bzw. wuchs um 44,2 %.
Die Einwohnerzahlen ab 1840 beziehen sich auf den Gebietsstand vom 25. Mai 1987.
| Jahr | Einwohner |
| ---- | --------- |
| 1840 | 23.714    |
| 1871 | 26.494    |
| 1900 | 32.869    |
| 1925 | 38.810    |
| 1939 | 47.261    |
| 1950 | 69.865    |

| Jahr | Einwohner |
| ---- | --------- |
| 1961 | 75.708    |
| 1970 | 88.699    |
| 1987 | 104.280   |
| 1991 | 114.714   |
| 1995 | 122.144   |
| 2000 | 129.547   |

| Jahr | Einwohner |
| ---- | --------- |
| 2005 | 134.382   |
| 2010 | 138.547   |
| 2016 | 150.839   |
| 2018 | 153.884   |
| 2019 | 154.544   |

#### Entwicklung nach Gemeinden
Die Gemeinden entwickelten sich zwischen 2008 und 2018 wie folgt:
| Ort                     | Wappen | Einwohner (2018) | Veränderung (2008–2018) | Veränderung (2008–2018) (%) |
| ----------------------- | ------ | ---------------- | ----------------------- | --------------------------- |
| Stadt Dachau            |        | 47.400           | 5.722                   | 13,7                        |
| Karlsfeld               |        | 21.596           | 3.412                   | 18,8                        |
| Markt Indersdorf        |        | 10.441           | 1.119                   | 12,0                        |
| Odelzhausen             |        | 5.128            | 900                     | 21,3                        |
| Haimhausen              |        | 5.636            | 882                     | 18,6                        |
| Bergkirchen             |        | 7.770            | 617                     | 8,6                         |
| Altomünster             |        | 7.925            | 590                     | 8,0                         |
| Petershausen            |        | 6.551            | 521                     | 8,6                         |
| Hebertshausen           |        | 5.701            | 507                     | 9,8                         |
| Erdweg                  |        | 5.001            | 486                     | 8,8                         |
| Sulzemoos               |        | 3.099            | 447                     | 16,9                        |
| Schwabhausen            |        | 6.494            | 412                     | 6,8                         |
| Weichs                  |        | 3.509            | 397                     | 12,8                        |
| Pfaffenhofen a.d. Glonn |        | 2.159            | 365                     | 20,3                        |
| Vierkirchen             |        | 4.571            | 279                     | 6,5                         |
| Hilgertshausen-Tandern  |        | 3.423            | 278                     | 8,8                         |
| Röhrmoos                |        | 6.490            | 149                     | 2,3                         |

#### Ausländische Staatsangehörige
Zu den Einwohnern zählten im Jahre 2021 27.422 ausländische Staatsangehörige (Ausländerquote 15,9 %), darunter 2.583 aus Griechenland, 2.486 aus Rumänien und 2.440 aus Kroatien. Im Jahre 2021 gab es 264 Einbürgerungen.

#### Fluktuation
Die Fluktuation (Zuzüge und Fortzüge in % der Bevölkerung) betrug im Durchschnitt der Jahre 2008–2018 14,7 % und 2018 14,5 %.

#### Altersgruppen

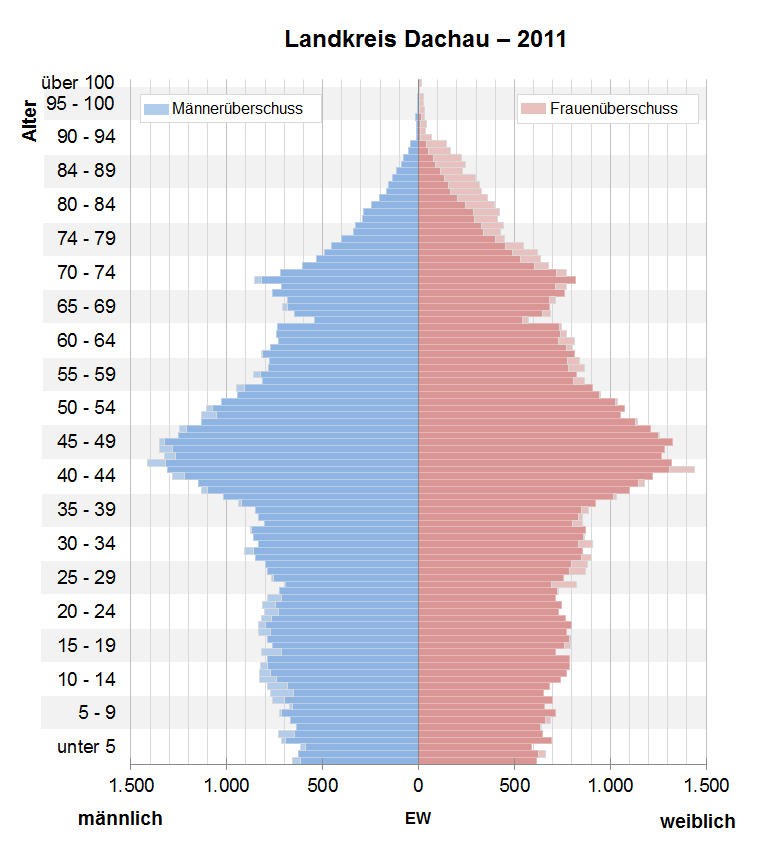
Bevölkerungspyramide für den Kreis Dachau (Datenquelle: Zensus 2011)

Im Jahre 2018 lag die Altersverteilung bei:
| Altersgruppe      | Anzahl | Quellenangabe |
| ----------------- | ------ | ------------- |
| bis 17 Jahre      | 27.151 |               |
| 18 bis 64 Jahre   | 98.342 |               |
| 65 und mehr Jahre | 28.390 | [ 19 ]        |

#### Konfessionsstatistik
Gemäß dem Zensus 2011 waren 12,4 % der Einwohner evangelisch, 54,5 % römisch-katholisch und 33,0 % waren konfessionslos, gehörten einer anderen Religionsgemeinschaft an oder machten keine Angabe. Der Anteil der Katholiken und Protestanten ist seitdem jährlich um 1 % zurückgegangen. Gemäß dem Zensus 2022 waren (Stand 2022) 43,9 % der Einwohner katholisch, 9,7 % evangelisch und 46,4 % waren konfessionslos, gehörten einer anderen Glaubensgemeinschaft an oder machten keine Angabe.

## Politik

### Kreistag
Aufgrund des Bevölkerungswachstums im Landkreis Dachau, wurde der Kreistag in der Legislatur ab 2020 auf 70 Mitglieder, statt bisher 60, erweitert.
Das Ergebnis der Kreistagswahl am 15. März 2020 führten zu folgenden Sitzverteilung:
| Kreistagswahl 2020Wahlbeteiligung: 59,0 % (+4,8 %) %403020100 39,116,612,010,85,64,33,92,82,11,51,4 CSUGrüneSPDFWAfDÖDPFW DagBündnishFDPWirjLi/PakGewinne und Verlusteim Vergleich zu 2014 %p 8 6 4 2 0 −2 −4 −6 −8−4,8+7,7−6,5−5,5+5,6−1,4−1,2+2,8+0,4+1,5+1,4CSUGrüneSPDFWAfDÖDPFW DaBündnisFDPWirLi/PaAnmerkungen:g Freie Wähler Dachau e. V.h Bündnis für Dachauj Wir – für Heimat, Werte und Zukunft e. V.k Die Linke/Die Partei | Sitzverteilung im Kreistag Dachau seit 2020Insgesamt 70 Sitze - LiPa: 1 - SPD: 8 - Grüne: 12 - ÖDP: 3 - Bündnis: 2 - FW Da: 3 - FW: 8 - FDP: 1 - CSU: 27 - Wir: 1 - AfD: 4 |

| Parteien und Wählergemeinschaften | Parteien und Wählergemeinschaften                      | 2020   | 2020   | 2014   | 2014   | 2008   | 2008   | 2002   | 2002   | 1996   | 1996   |
| Parteien und Wählergemeinschaften | Parteien und Wählergemeinschaften                      | %      | Sitze  | %      | Sitze  | %      | Sitze  | %      | Sitze  | %      | Sitze  |
| CSU                               | Christlich-Soziale Union in Bayern                     | 39,1   | 27     | 43,9   | 26     | 44,9   | 28     | 46,6   | 29     | 43,3   | 26     |
| Grüne                             | Grüne Bayern                                           | 16,6   | 12     | 8,9    | 5      | 10,1   | 6      | 6,6    | 4      | 7,4    | 4      |
| SPD                               | SPD Bayern                                             | 12,0   | 8      | 18,5   | 11     | 17,6   | 10     | 19,5   | 12     | 21,3   | 13     |
| FW                                | Freie Wähler Bayern                                    | 10,8   | 8      | 16,3   | 10     | –      | –      | –      | –      | –      | –      |
| AfD                               | AfD Bayern                                             | 5,6    | 4      | –      | –      | –      | –      | –      | –      | –      | –      |
| ÖDP                               | Ökologisch–Demokratische Partei                        | 4,3    | 3      | 5,7    | 4      | 5,3    | 3      | 4,1    | 2      | 5,0    | 3      |
| FW Da                             | Freie Wähler Dachau e. V.                              | 3,9    | 3      | 5,1    | 3      | –      | –      | –      | –      | –      | –      |
| Bündnis                           | Bündnis für Dachau                                     | 2,8    | 2      | –      | –      | –      | –      | –      | –      | –      | –      |
| FDP                               | FDP Bayern                                             | 2,1    | 1      | 1,7    | 1      | 3,9    | 2      | 2,5    | 1      | 1,7    | 1      |
| Wir                               | Wir – für Heimat, Werte und Zukunft e. V.              | 1,5    | 1      | –      | –      | –      | –      | –      | –      | –      | –      |
| Li/Pa                             | Die Linke Bayern/Die PARTEI                            | 1,4    | 1      | –      | –      | –      | –      | –      | –      | –      | –      |
| FW/ÜB                             | Freie Wähler Bayern/Überparteiliche Bürgergemeinschaft | –      | –      | –      | –      | 18,1   | 11     | 17,8   | 11     | 16,3   | 10     |
| REP                               | Die Republikaner                                       | –      | –      | –      | –      | –      | –      | 2,9    | 1      | 5,0    | 3      |
| gesamt                            | gesamt                                                 | 100,1  | 70     | 100,1  | 60     | 99,9   | 60     | 100,0  | 60     | 100,0  | 60     |
| Wahlbeteiligung                   | Wahlbeteiligung                                        | 59,0 % | 59,0 % | 54,1 % | 54,1 % | 58,9 % | 58,9 % | 68,3 % | 68,3 % | 68,0 % | 68,0 % |

Der Kreistag definiert und überwacht die Aufgaben der Kreisverwaltung (Landratsamt Dachau). Das eigentliche Arbeitsgremium des Landkreises ist der Kreisausschuss. Dieser wird ergänzt um fünf Fachausschüsse (Jugendhilfe, Umwelt, Kultur, Rechnungsprüfung und Schule). Der Landrat leitet als Amtsvorstand in Personalunion das Landratsamt und führt Vorsitz in Kreisausschuss und Kreistag. Alle Sitzungen sind öffentlich.

### Landräte

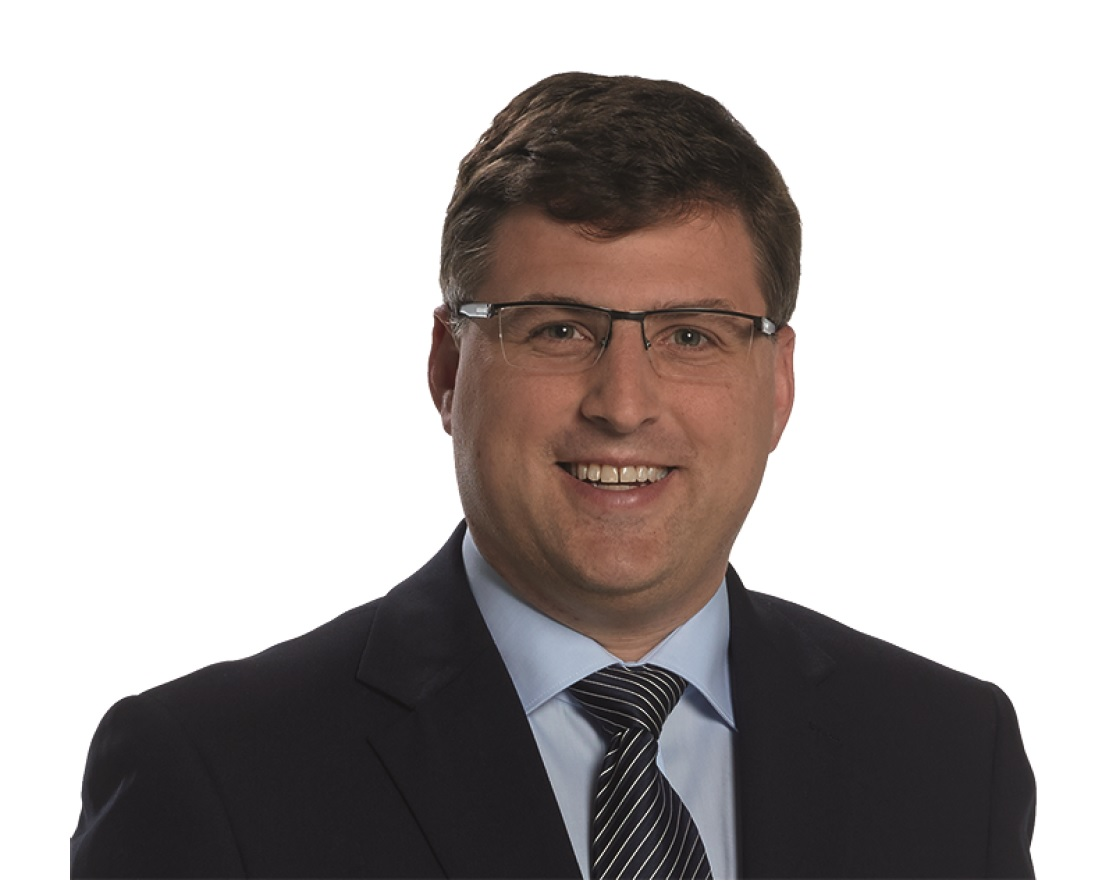
Stefan Löwl

- 8. Mai 1945 – 7. Oktober 1946: Heinrich Kneuer
- 10. Februar 1947–1948: Josef Schwalber (CSU)
- 1. August 1948–1957: Heinrich Junker (CSU)
- 1. Dezember 1957 – 4. Dezember 1963: Josef Schwalber (CSU)
- 5. März 1964 – 31. Mai 1977: Hubert Pestenhofer (CSU)
- 1. Juni 1977 – 30. April 2014: Hansjörg Christmann (CSU)
- seit 1. Mai 2014: Stefan Löwl (CSU).

Der Landrat Stefan Löwl wurde bei der Kommunalwahl 2020 mit 55,3 % im Amt bestätigt.

### Wappen
| | Blasonierung: „Unter mit bayerischen Rauten belegtem Schildhaupt in Silber ein roter Zickzackbalken.“ |
| Wappenbegründung: Die bayerischen Rauten im Schildhaupt weisen auf die lange Tradition des altbayerischen Gerichtsbezirks Dachau hin und unterstreichen die enge Verbindung zum Haus Wittelsbach seit dem 12. Jahrhundert. Der Zickzackbalken ist das von 1216 bis um 1230 in herzoglichen Siegeln nachweisbare Allodzeichen der Wittelsbacher als Grafen von Scheyern, das später in verschiedenen Farben in den Wappen landesherrlicher Hausklöster auftaucht. | |

## Wirtschaft

### Branchen

#### Industrie und Mittelstand
Zahlreiche, zumeist mittelständische Unternehmen, verteilen sich über den Landkreis. Global agierende und hochinnovative HighTech-Betriebe finden sich neben wachstumsstarken Startups, zahlreichen Handwerks- und Gewerbebetrieben und Dienstleistern unterschiedlichster Art. Der stabile Branchenmix mit Fokus auf die Bereiche Automotive, Informations- und Kommunikationstechnologie, Dienstleistungen und Hightech sowie Gesundheit und Medizintechnik zeichnet den Landkreis Dachau besonders aus. Die IHK gibt für den Landkreis 1.890 Industriebetriebe, 1.774 Einzelhandelsbetriebe, 1.430 Großhandelsbetriebe, 582 Betriebe für Verkehr, Transport und Logistik, 473 gastronomische Betriebe, 5.229 Dienstleistungsbetriebe an.
Eine Besonderheit neuerer Zeit in der Gemeinde Hebertshausen ist die Erdölförderung. Bei der Ortschaft Prittlbach befindet sich eines von derzeit zwei Ölfeldern in Bayern, bei denen das schwarze Gold tatsächlich auch gefördert wird. Auch die Windenergie wird mit Windkraftanlagen genutzt.

#### Brauereiwesen

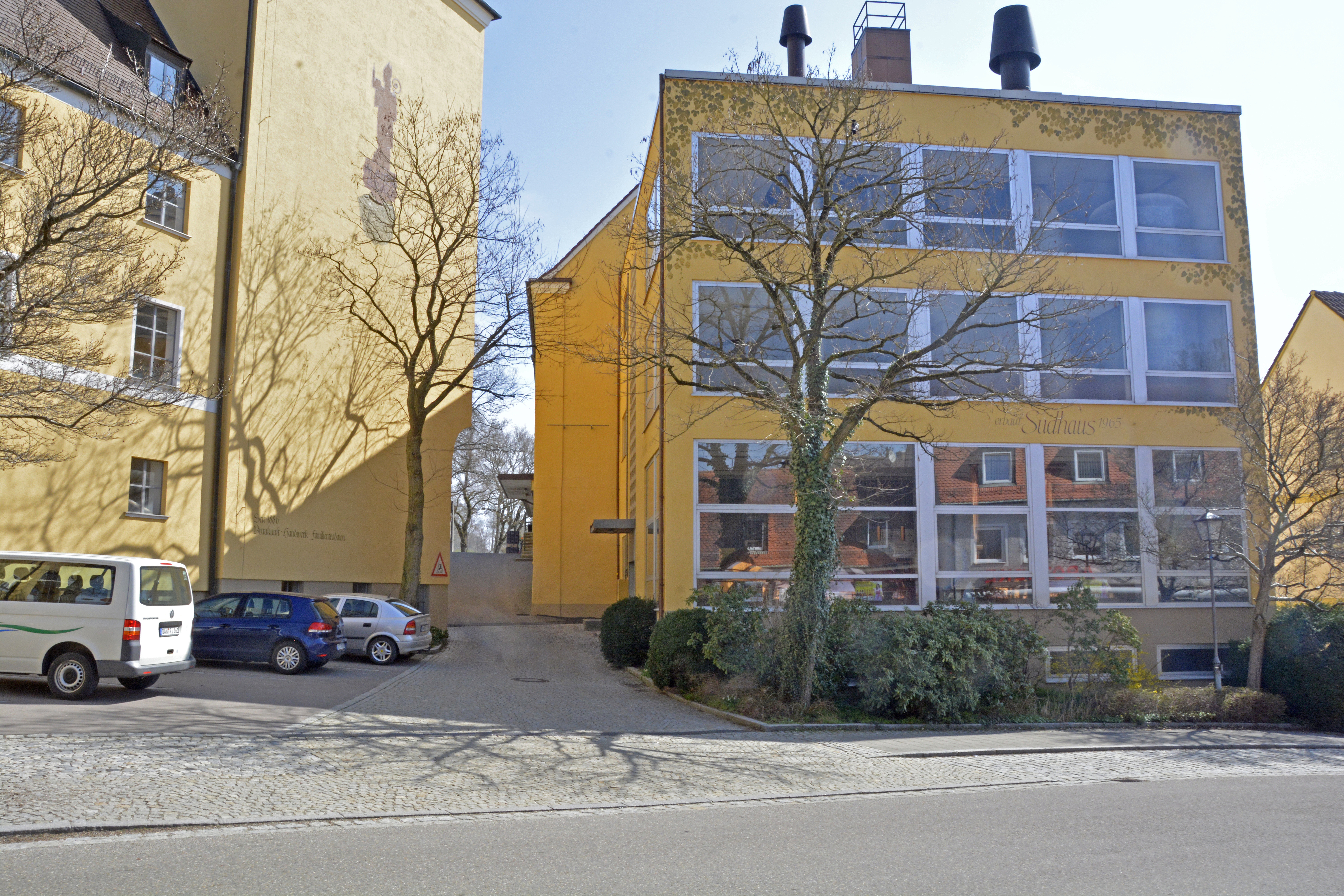
Sudhaus Maierbräu, Altomünster

Übers Dachauer Land verteilen sich sieben aktive Brauereien, gegründet zwischen 1450 und 2017 (Gründungsjahre in Klammern):
- Amperbräu, Neuhimmelreich (ca. 2010)
- Kapplerbräu, Altomünster (1561)
- Kellerbrauerei, Prittlbach (2014)
- Maierbräu, Altomünster (1886)
- Lenz Brauerei, Niederdorf bei Hilgertshausen-Tandern (2017)
- Schlossbrauerei Odelzhausen, Odelzhausen (1450)
- Tobiasbräu Ried, Ried bei Markt Indersdorf (2007).

### Wirtschafts- und Strukturdaten

#### Perspektiven
Im Zukunftsatlas 2016 belegte der Landkreis Dachau Platz 55 von 402 Landkreisen und kreisfreien Städten in Deutschland und zählt damit zu den Orten mit „hohen Zukunftschancen“.

#### Kaufkraft
Mit einem Kaufkraftindex von 122,7 Prozent des Bundesdurchschnitts (100 Prozent) bzw. 27.291 Euro verfügt der Landkreis über das neunthöchste Pro-Kopf-Einkommen aller Landkreise in der Bundesrepublik Deutschland (Stand: 2017).

#### Beschäftigung
Im Landkreis Dachau wohnten 2019 ca. 154.500 Einwohner, davon rund 47.400 in der Stadt Dachau. Der Landkreis zählt 67.064 sozialversicherungspflichtig Beschäftigte. Im Landkreis herrscht mit einer Arbeitslosenquote von 1,6 % nahezu Vollbeschäftigung.
Ein hoher Pendlerstrom aus dem Dachauer Land arbeitet in der Region München. Der Auspendlerüberschuss liegt bei 25.902 Personen (Stand 2018).

#### Gemeindesteuereinnahmen
Die Gemeindesteuereinnahmen des Jahres 2018 lagen im Landkreis bei 1.251 EUR je Einwohner (= 192,5 Mio. EUR in Summe), mit einem Anteil von 31,4 % Gewerbesteuereinnahmen und 59,8 % aus der Einkommensteuer.

## Verkehr

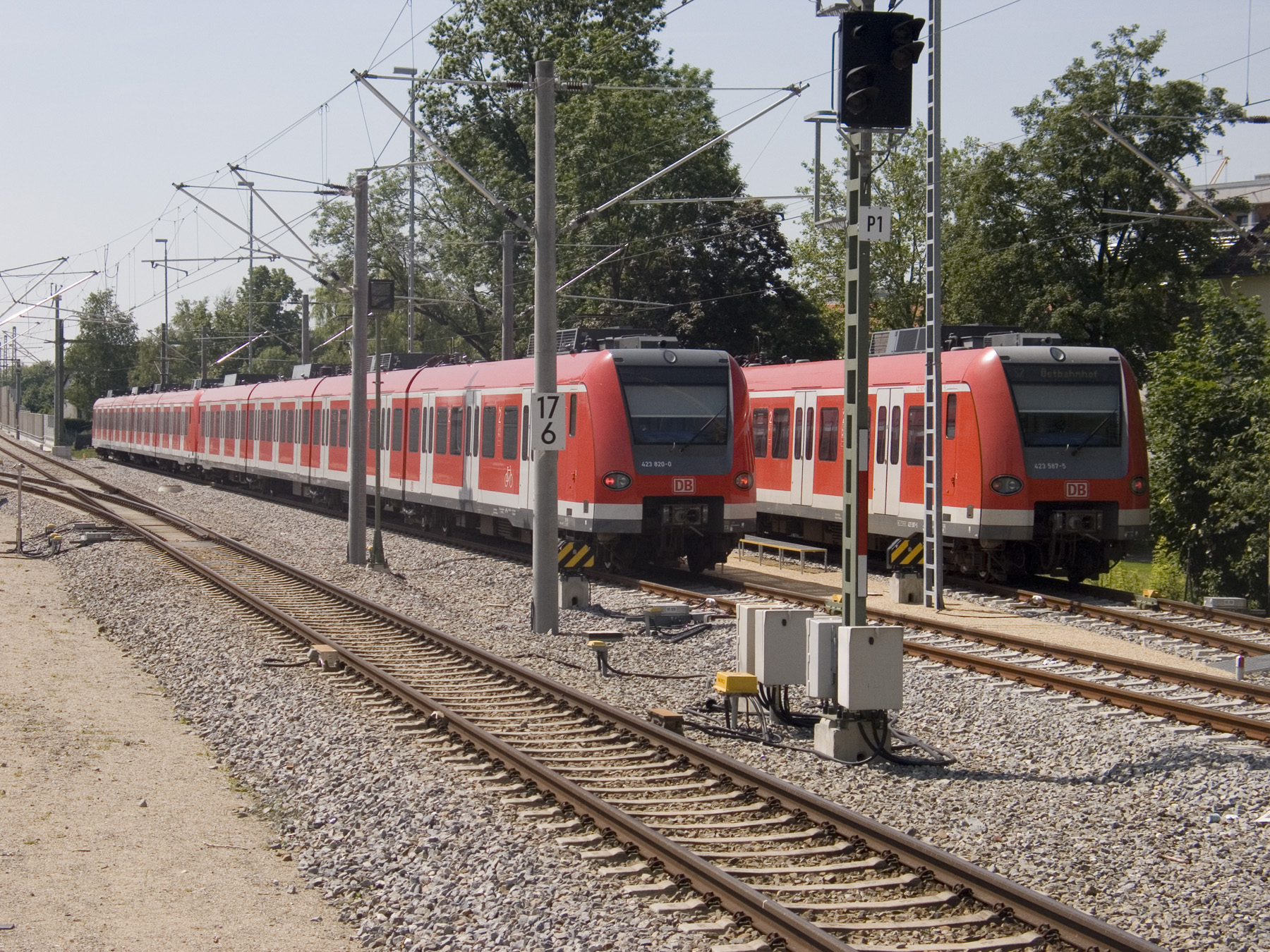
Abgestellte S-Bahnen am Bahnhof Dachau

Den Landkreis Dachau durchzieht im Osten die Hauptbahn München–Treuchtlingen mit zwei Zugangsstellen im Kreisgebiet. Unmittelbar daneben verläuft bis Petershausen eine in München-Laim beginnende elektrifizierte Hauptbahn mit sechs Zugangsstellen im Kreisgebiet, auf der vor allem die S-Bahn-Linie 2 der DB Regio AG verkehrt. Diese Linie erschließt den Landkreis im Norden und Osten.
Seit 1912/13 zweigt in der Kreisstadt Dachau eine 2014 elektrifizierte und umgebaute Lokalbahn über Markt Indersdorf nach Altomünster ab (S-Bahn-Linie 2 des MVV). Diese Linie erschließt den Landkreis im Zentrum und im Nordwesten.
Als dritte Eisenbahnstrecke führt eine Hauptbahn vom Bahnhofsteil München Nord Rbf Forstweg nach Karlsfeld in den Landkreis hinein.
Die Bundesautobahnen A 8, A 92 und A 99 berühren das Kreisgebiet. Durch den Kreis und die Kreisstadt verläuft die Bundesstraße 471; die Bundesstraße 304 beginnt in Dachau und führt durch Karlsfeld nach München und Freilassing.

## Kultur und Sehenswürdigkeiten

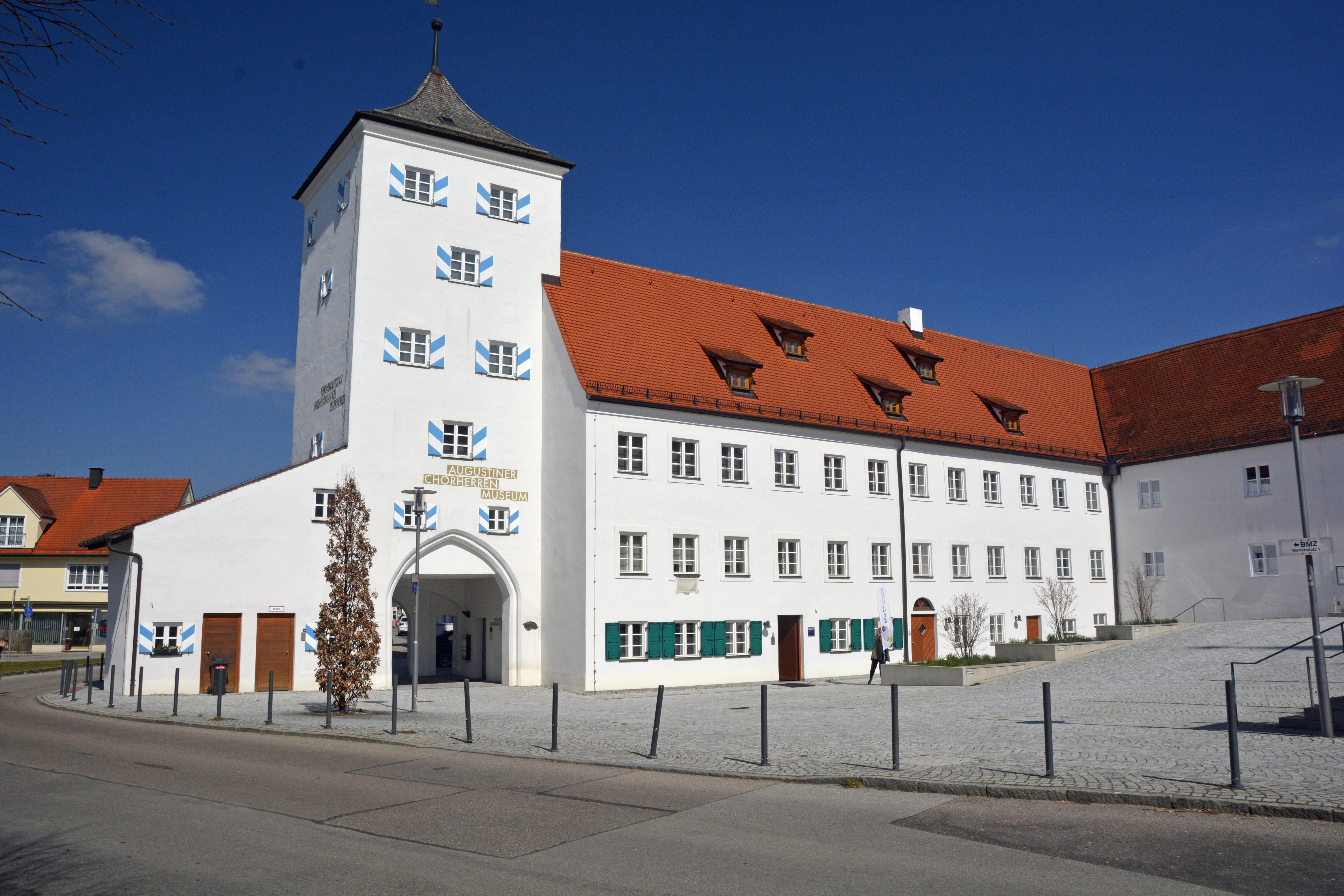
Augustiner Chorherren Museum in Markt Indersdorf

### Kulturelle Bedeutung
Kulturelle Bedeutung erhielt das Dachauer Land als Objekt der Landschaftsmalerei. Die Künstlerkolonie Dachau bildete sich ab der zweiten Hälfte des 19. Jahrhunderts. Vor allem ab 1875 drängten bedeutende deutsche Maler nach Dachau und Umgebung, um sich dort von Menschen, Wetter und Landschaft im Dachauer Moos inspirieren zu lassen und sich vor Ort mehrere Monate oder Jahre niederzulassen.

### Sehenswürdigkeiten
Das Dachauer Land ist eine Region mit zahlreichen historischen Schlössern, Hofmarken, Siedlungen und Wegmarken Altbaierns.
Zwei Objekte jedoch dominieren, sieht man auf die Besucherzahlen:
- Das Dachauer Schloss auf dem Schlossberg von Dachau war lange Zeit bevorzugte Sommerresidenz der Wittelsbacher. Aus der mittelalterlichen Burg war im 16. Jahrhundert ein Renaissanceschloss entstanden, das im Barock teilweise umgestaltet wurde, und von dessen vier Flügeln sich nur einer bis heute erhalten hat.

- Die KZ-Gedenkstätte Dachau und NS-Gedenkorte. Die Gedenkstätte wird jährlich von etwa 1.000.000 Menschen aus aller Welt besucht, was einerseits der Bedeutung des Ortes und der Zeit, aber auch andererseits der räumlichen Nähe zum touristischen Ziel München geschuldet sein dürfte.

Das Dachauer Hinterland birgt zudem eine Reihe von historischen Zeugnissen Altbaierns.
siehe auch: 
- Liste von Burgen und Schlössern im Landkreis Dachau
- Liste von Pfarrhäusern im Landkreis Dachau

## Brauchtum

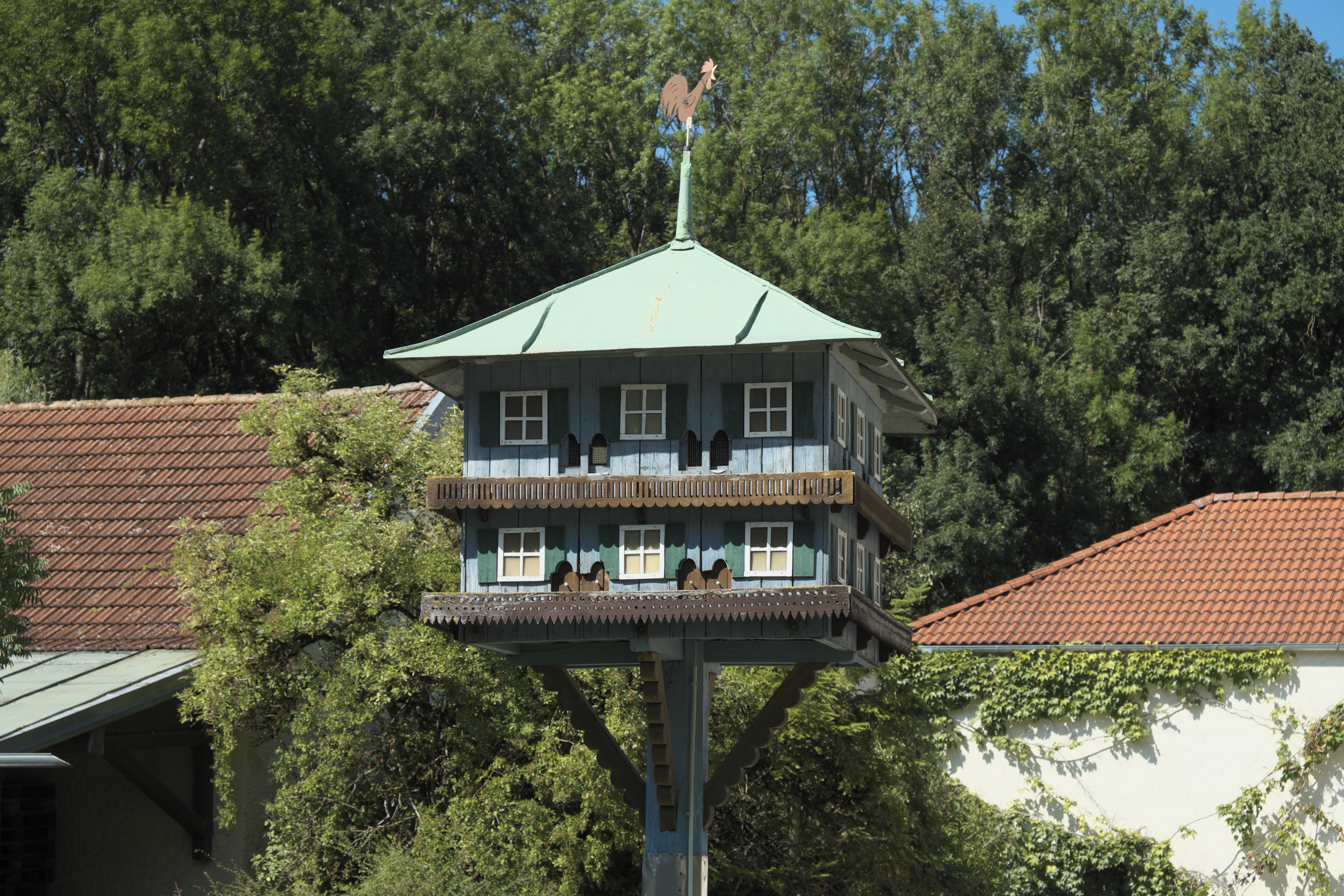
Taubenhaus mit quadratischem Grundriss im ehemaligen Wallfahrtsort Mariabrunn in der Gemeinde Röhrmoos im Landkreis Dachau, spätes 20. Jahrhundert

### Traditionen
Im Landkreis Dachau gehören zum traditionellen Brauchtum im Jahreslauf beispielsweise die Jaudusfeuer vor Ostern, die drei lokalen Volksfeste in Dachau, Markt Indersdorf und Karlsfeld, Feste, Tanz und Märkte zu Kirchweih, das Aufstellen von Maibäumen in den Ortschaften, Freinacht, Laternenumzüge am Martinstag im November und zahlreiche Adventssingen in den Kirchen zur Vorweihnachtszeit.

### Dialekt
In der Gegend um Altomünster zeigen sich bereits schwäbische Einflüsse im Bairischen. Altomünster gehörte bis 1972 zum Landkreis Aichach.

### Dachauer Tracht
Die Dachauer Tracht zählt zu den charakteristischen Bayerischen Trachten. Eine Beschreibung der Dachauer Tracht findet sich auf der Website des Trachtenverein „D’Ampertaler“.

### Regionale Besonderheiten
Typisch sind die Dachauer Haustafeln, als Inschriften an Häusern im Dachauer Land. Darüber hinaus gibt es für Altbayern typische Taubenkobel (Taubenhäuser) und Maibäume in allen Orten.

### Apfelkönigin
Im Oktober 2019 wurde mit Sophie I. von Altomünster zum dritten Mal eine Apfelkönigin für das Dachauer Land gekürt (Regentschaft 2019–2021).

## Bildung
Die zehn Schulen im Landkreis Dachau werden von rund 6.500 Schülern besucht.
Im Landkreis Dachau und der Kreisstadt Dachau gibt es ein weitreichendes Spektrum an öffentlichen und privaten Schulen, bestehend aus Grundschulen, Hauptschulen (auch mit M-Zweig), Montessorischule (Grund- und Hauptschule), einem sonderpädagogischen Förderzentrum, Realschulen, Fachoberschulen (FOS), drei Gymnasien (Josef-Effner-Gymnasium Dachau, abgekürzt JEG, Ignaz-Taschner-Gymnasium Dachau, abgekürzt ITG und Gymnasium Markt Indersdorf, abgekürzt GMI), der Bavarian International School in Haimhausen, der staatlich anerkannten Wirtschaftsschule Scheibner e. V. (abgekürzt WSS), einer staatlichen Berufsschule, die Fachoberschulen (FOS) Karlsfeld, Markt Indersdorf und Dachau, sowie eine griechische Schule. In Planung sind der Bau zweier Gymnasien in Karlsfeld und Bergkirchen, um mit der ansteigenden Bevölkerungsentwicklung Schritt zu halten.

## Landratsamt
Der Landkreis wird durch das Landratsamt Dachau verwaltet. Dort sind 716 Personen beschäftigt, davon 630 in Vollzeitstellen, 17 Anwärter und 9 Auszubildende (2021).

### Haushalt
Das Gesamtvolumen des Haushaltes des Landkreises Dachau beträgt 201,5 Millionen EUR (2021).

### Kfz-Zulassungen
Am 1. Juli 1956 wurde dem Landkreis bei der Einführung der bis heute gültigen Kfz-Kennzeichen das Unterscheidungszeichen DAH zugewiesen. Es wird durchgängig bis heute ausgegeben. Im Landkreis sind 139.717 Fahrzeuge zugelassen (2021).

### Motto des Landkreises
Der Werbeslogan des Landkreises lautet aktuell: „Landkreis Dachau .... beste Gegend.“

## Gemeinden und Orte
Der Dachau und der Landkreis Dachau bestehen aus der Kreisstadt, zwei Märkten und 14 Gemeinden zu denen 328 amtlich benannte Gemeindeteile gehören.
(Einwohner am 31. Dezember 2024)
| Stadt 1. Dachau, Große Kreisstadt (47.138) Märkte 1. Altomünster (7818) 2. Markt Indersdorf (10.283) | Weitere Gemeinden 1. Bergkirchen (7630) 2. Erdweg (6206) 3. Haimhausen (5615) 4. Hebertshausen (5894) 5. Hilgertshausen-Tandern (3342) 6. Karlsfeld (21.403) 7. Odelzhausen (5671) 8. Petershausen (6353) 9. Pfaffenhofen an der Glonn (2328) 10. Röhrmoos (6449) 11. Schwabhausen (6311) 12. Sulzemoos (2859) 13. Vierkirchen (4654) 14. Weichs (3641) Ehemalige Verwaltungsgemeinschaft 1. Odelzhausen (9257) |

## Gemeinden des Landkreises vor der Gebietsreform 1971/78

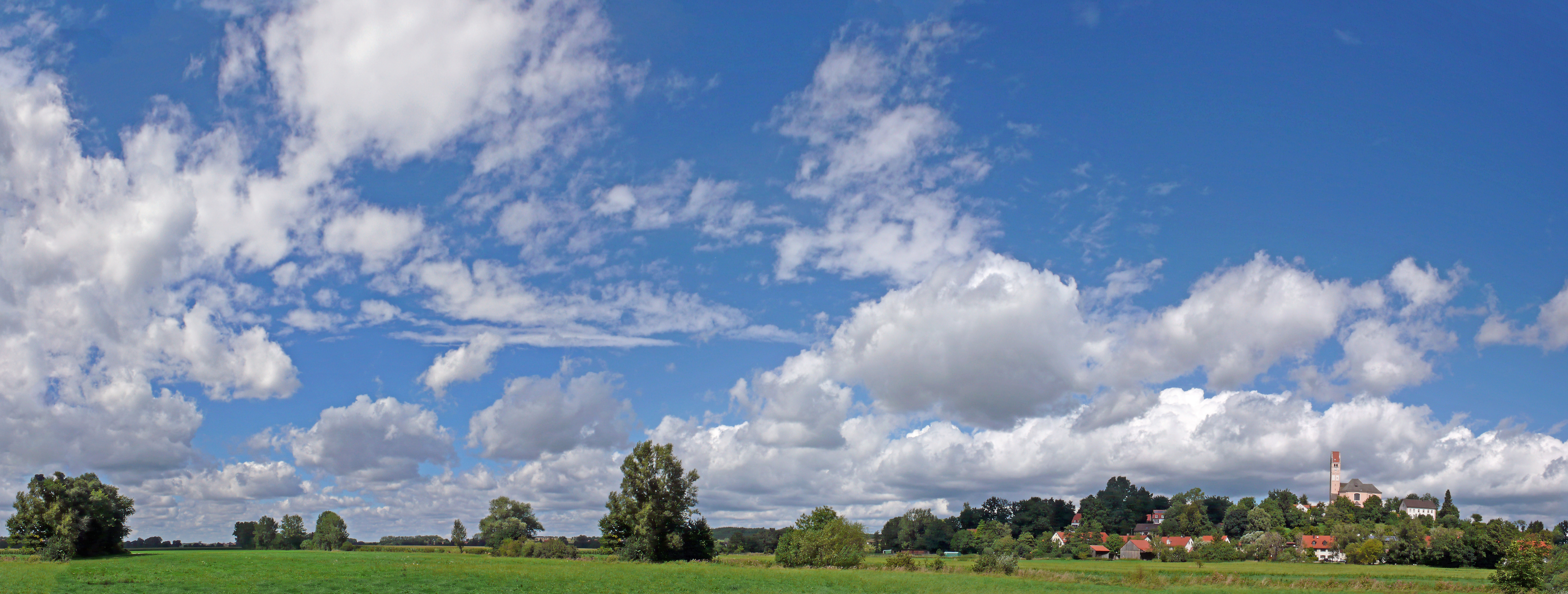
Bergkirchen an der Maisach

Bis zur Gebietsreform von 1971 bis 1978 hatte der Landkreis Dachau 55 Gemeinden (siehe Liste unten) auf einer Fläche von 438,42 km². Im Jahr 1900 hatte der Landkreis noch 56 Gemeinden. Die Gemeinden Augustenfeld und Etzenhausen wurden zusammen mit einigen Ortsteilen von Nachbargemeinden der Stadt Dachau im Jahr 1939 in die Stadt eingemeindet. Karlsfeld wurde erst im Jahr 1939 zu einer eigenständigen Gemeinde.
Im Norden grenzte der Landkreis an den Landkreis Pfaffenhofen a.d.Ilm, im Nordosten an den Landkreis Freising, im Südosten an den Landkreis und die Stadt München, im Süden an den Landkreis Fürstenfeldbruck, im Südwesten an den Landkreis Friedberg und im Nordwesten an den Landkreis Aichach.
Die Gemeinden des Landkreises Dachau vor der Gemeindereform 1971 bis 1978. Die Gemeinden, die es heute noch gibt, sind fett geschrieben.

Landkreis Dachau, Gemeindegrenzenkarte von 1961

| frühere Gemeinde   | heutige Gemeinde | heutiger Landkreis |
| ------------------ | ---------------- | ------------------ |
| Ainhofen           | Markt Indersdorf | Landkreis Dachau   |
| Ampermoching       | Hebertshausen    | Landkreis Dachau   |
| Amperpettenbach    | Haimhausen       | Landkreis Dachau   |
| Arnbach            | Schwabhausen     | Landkreis Dachau   |
| Asbach             | Petershausen     | Landkreis Dachau   |
| Bergkirchen        | Bergkirchen      | Landkreis Dachau   |
| Biberbach          | Röhrmoos         | Landkreis Dachau   |
| Dachau             | Dachau           | Landkreis Dachau   |
| Eichhofen          | Markt Indersdorf | Landkreis Dachau   |
| Einsbach           | Sulzemoos        | Landkreis Dachau   |
| Eisenhofen         | Erdweg           | Landkreis Dachau   |
| Eisolzried         | Bergkirchen      | Landkreis Dachau   |
| Fahrenzhausen      | Fahrenzhausen    | Landkreis Freising |
| Feldgeding         | Bergkirchen      | Landkreis Dachau   |
| Frauenhofen        | Markt Indersdorf | Landkreis Dachau   |
| Giebing            | Vierkirchen      | Landkreis Dachau   |
| Glonn              | Markt Indersdorf | Landkreis Dachau   |
| Großberghofen      | Erdweg           | Landkreis Dachau   |
| Großinzemoos       | Röhrmoos         | Landkreis Dachau   |
| Günding            | Bergkirchen      | Landkreis Dachau   |
| Haimhausen         | Haimhausen       | Landkreis Dachau   |
| Hebertshausen      | Hebertshausen    | Landkreis Dachau   |
| Hirtlbach          | Markt Indersdorf | Landkreis Dachau   |
| Karlsfeld          | Karlsfeld        | Landkreis Dachau   |
| Kollbach           | Petershausen     | Landkreis Dachau   |
| Kreuzholzhausen    | Bergkirchen      | Landkreis Dachau   |
| Langenpettenbach   | Markt Indersdorf | Landkreis Dachau   |
| Lauterbach         | Bergkirchen      | Landkreis Dachau   |
| Markt Indersdorf   | Markt Indersdorf | Landkreis Dachau   |
| Niederroth         | Markt Indersdorf | Landkreis Dachau   |
| Oberbachern        | Bergkirchen      | Landkreis Dachau   |
| Obermarbach        | Petershausen     | Landkreis Dachau   |
| Oberroth           | Schwabhausen     | Landkreis Dachau   |
| Odelzhausen        | Odelzhausen      | Landkreis Dachau   |
| Pasenbach          | Vierkirchen      | Landkreis Dachau   |
| Pellheim           | Dachau           | Landkreis Dachau   |
| Petershausen       | Petershausen     | Landkreis Dachau   |
| Pipinsried         | Altomünster      | Landkreis Dachau   |
| Prittlbach         | Hebertshausen    | Landkreis Dachau   |
| Puchschlagen       | Schwabhausen     | Landkreis Dachau   |
| Ried               | Markt Indersdorf | Landkreis Dachau   |
| Röhrmoos           | Röhrmoos         | Landkreis Dachau   |
| Rumeltshausen      | Schwabhausen     | Landkreis Dachau   |
| Schönbrunn         | Röhrmoos         | Landkreis Dachau   |
| Schwabhausen       | Schwabhausen     | Landkreis Dachau   |
| Sigmertshausen     | Röhrmoos         | Landkreis Dachau   |
| Sulzemoos          | Sulzemoos        | Landkreis Dachau   |
| Taxa               | Odelzhausen      | Landkreis Dachau   |
| Unterweikertshofen | Erdweg           | Landkreis Dachau   |
| Unterweilbach      | Hebertshausen    | Landkreis Dachau   |
| Vierkirchen        | Vierkirchen      | Landkreis Dachau   |
| Weichs             | Weichs           | Landkreis Dachau   |
| Welshofen          | Erdweg           | Landkreis Dachau   |
| Westerholzhausen   | Markt Indersdorf | Landkreis Dachau   |
| Wiedenzhausen      | Sulzemoos        | Landkreis Dachau   |

## Städte- und Gemeindepartnerschaften
- Altomünster: Nagyvenyim (Ungarn) // Freundschaften mit Vadstena (Schweden) und Tscherms (Italien)
- Dachau: Klagenfurt am Wörthersee (Österreich) // Fondi (Italien) // Kulturpartnerschaft mit den Künstlerkolonien Oosterbeek (Niederlande) und Tervuren (Belgien) // Kooperation in Planung mit Rosh Haayin (Israel) // Freundschaftliche Beziehungen mit Areguá (Paraguay)
- Haimhausen: Csurgó (Ungarn)
- Hebertshausen: Lókút bei Veszprém (Ungarn)
- Karlsfeld: Muro Lucano (Italien)
- Petershausen: Varennes-en-Argonne (Frankreich)
- Röhrmoos: Taradeau in der Provence bei Le Luc (Frankreich)
- Schwabhausen: Großschwabhausen in Thüringen (Deutschland)
- Vierkirchen: Genazzano (Italien)
- Landkreis-Kooperation: Dachau – Oświęcim (Auschwitz) (seit 2015)[44]